# Лайхаярви
Лайхаярви (фин. Laihajärvi) — пресноводное озеро на территории Селезнёвского сельского поселения Выборгского района Ленинградской области.

## Общие сведения
Площадь озера — 3 км², площадь водосборного бассейна — 38,8 км². Располагается на высоте 16,5 метров над уровнем моря.
Форма озера лопастная, продолговатая: оно почти на три километра вытянуто с северо-запада на юго-восток. Берега изрезанные, каменисто-песчаные, преимущественно возвышенные, местами заболоченные.
Через Лайхаярви течёт безымянный водоток, который, вытекая из озера Лайхалампи, а затем пересекая госграницу с Финляндией, втекает в реку Серьгу, впадающую, в свою очередь, в Чистопольскую бухту Финского залива.
В озере расположено не менее шести небольших безымянных островов различной площади, рассредоточенных по всей площади водоёма.
С нескольких сторон к озеру подходят просёлочные дороги.
Населённые пункты вблизи водоёма отсутствуют.
Озеро расположено в 0,5 км от российско-финляндской границы.
Название озера переводится с финского языка как «худое озеро».
Код объекта в государственном водном реестре — 01040300511102000009421.